# بکی شارپ
بکی شارپ (به انگلیسی: Becky Sharp) فیلمی ۸۴ دقیقه‌ای به کارگردانی روبن مامولیان با بازی میریام هاپکینس محصول کشور ایالات متحده آمریکا است.

## بازیگران
- میریام هاپکینز در نقش بکی شارپ
- فرنسیس دی در نقش آملیا سدلی
- سدریک هاردویک در نقش مارکیز استاین
- بیلی برک در نقش لیدی باریسرز
- الیسون اسکیپ ورث در نقش دوشیزه کراولی
- نایجل بروس در نقش جوزف سدلی
- آلن موبری در نقش رادون کراولی
- جی.پی هانتلی جونیور در نقش جورج آزبورن
- ویلیام استاک در نقش پیت کراولی
- جورج هاسل در نقش سِر پیت کراولی
- ویلیام فاورشام در نقش دوک ویلینگتون
- چارلز ریچمن در نقش ژنرال تافتو
- دوریس لوید در نقش دوشس ریچموند
- کالین تاپلی در نقش ویلیام دابین
- لئونارد مودی در نقش تارکوئین
- می بیتی در نقش بریگز
- چارلز کلمن در نقش باولز
- بانی بیتی در نقش لیدی بلانش
- فینیس بارتون در نقش دوشیزه فلوری
- اولاف هایتن در نقش شاهزاده رجنت
- پولین گارون در نقش فیفاین
- جیمز رابینسون در نقش خدمتکار خانواده سدلی
- السپت داجن در نقش دوشیزه پینکرتون
- تمپه پیگوت در نقش خدمتکار
- اتولا نزمیت در نقش لیدی جین کراولی
- میسیز لزلی کارتر در نقش خانم (عدم ذکر نام در تیتراژ)
- کریتن هالی در نقش افسر انگلیسی (عدم ذکر نام در تیتراژ)

## گالری

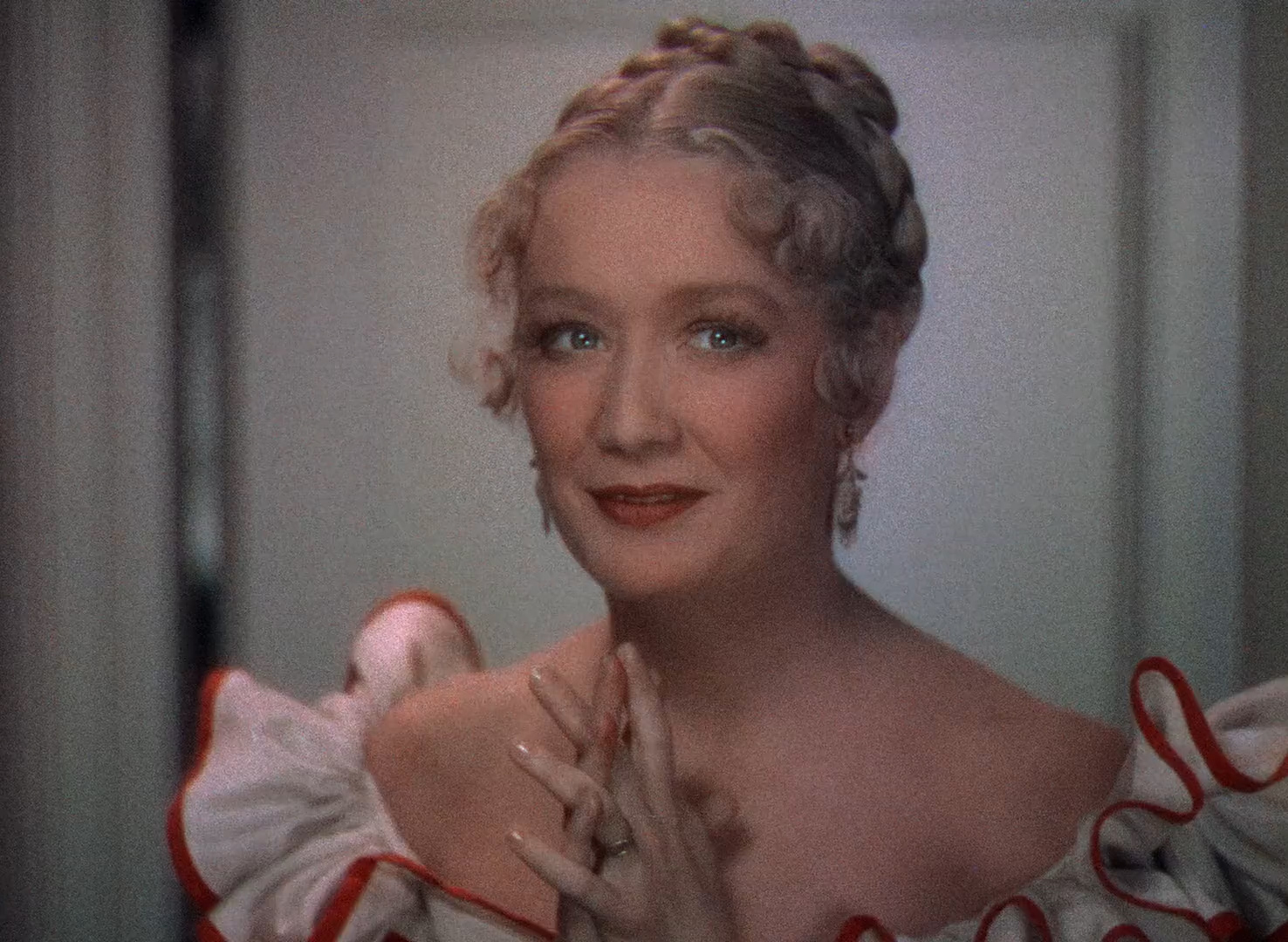
میریام هاپکینز

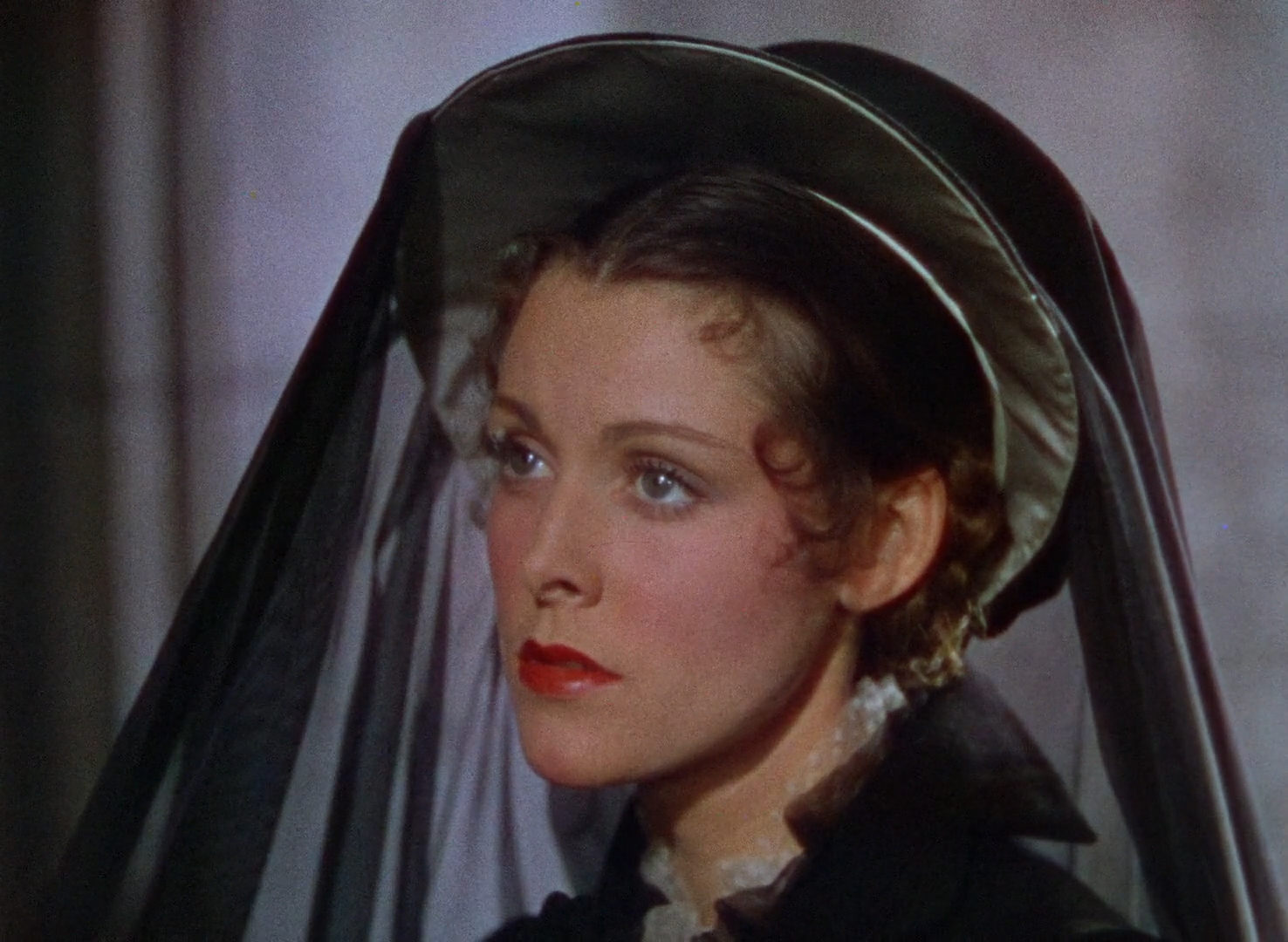
فرنسیس دی

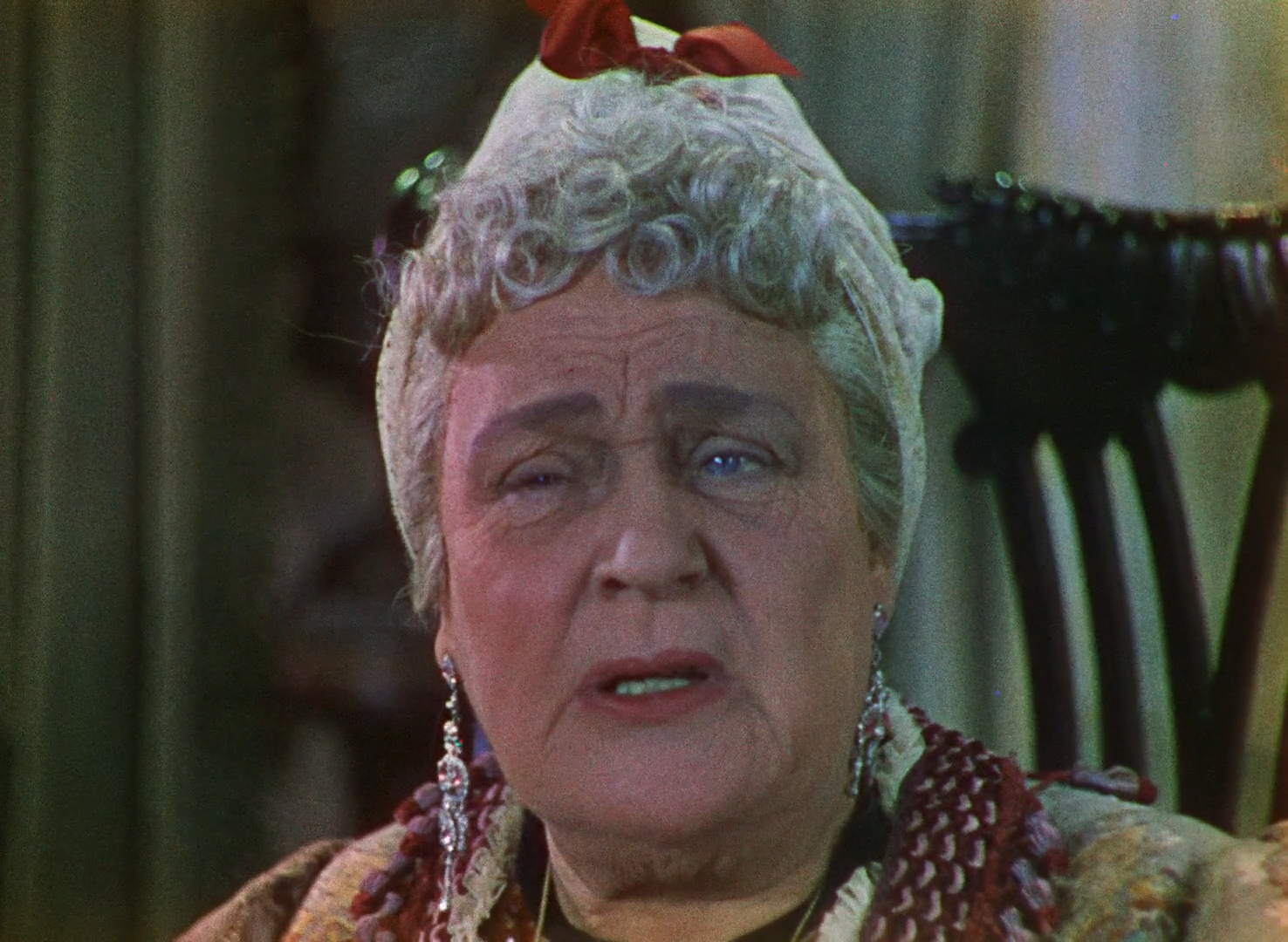
الیسون اسکیپ ورث

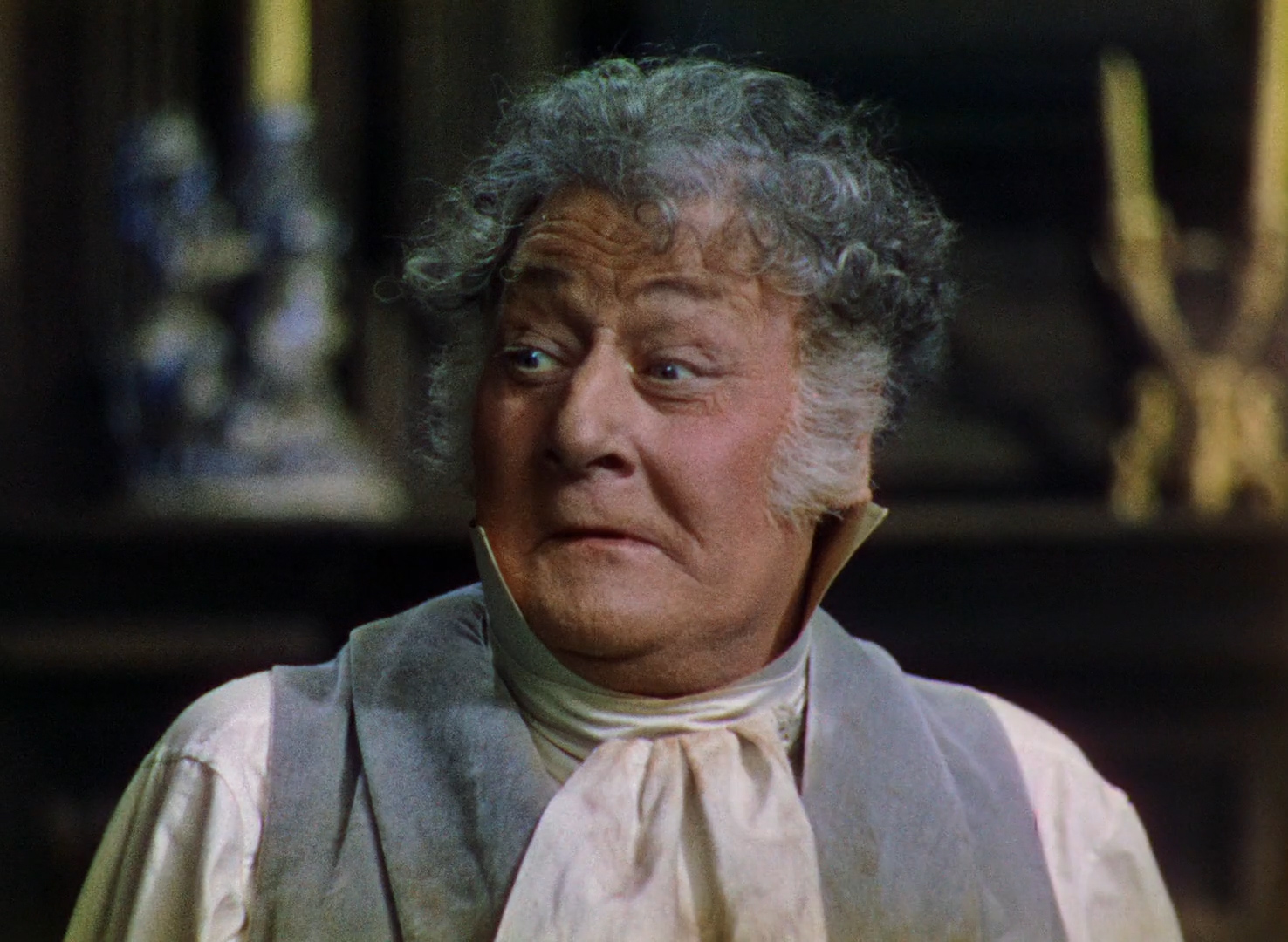
جورج هاسل

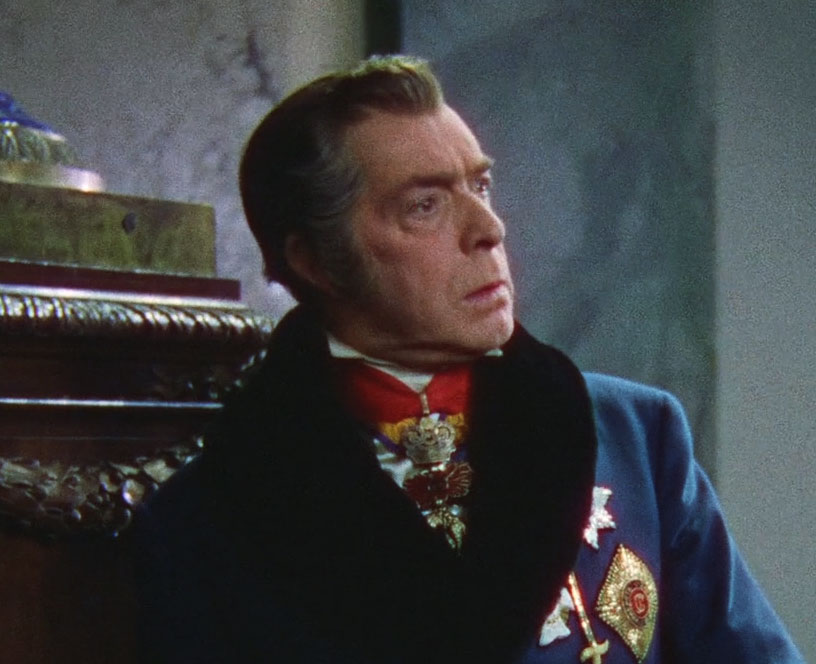
ویلیام فاورشام

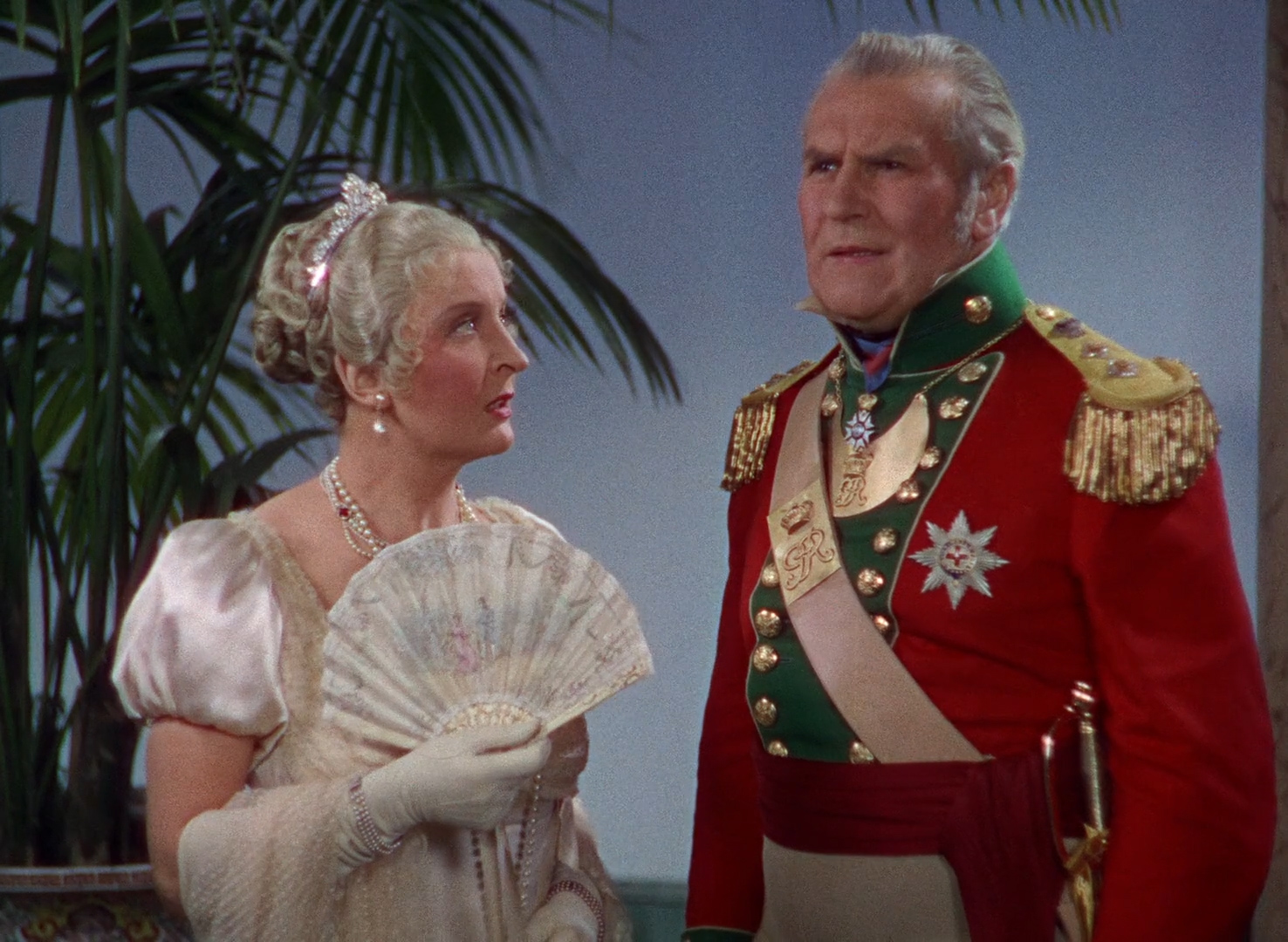
چارلز ریچمن (راست) و دوریس لوید (چپ)

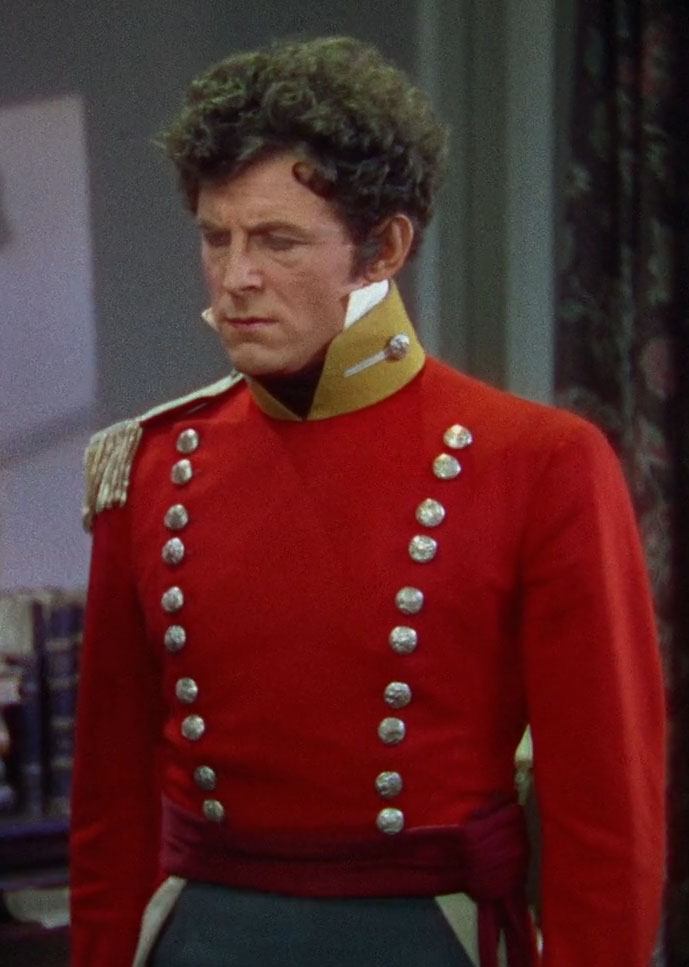
کالین تاپلی

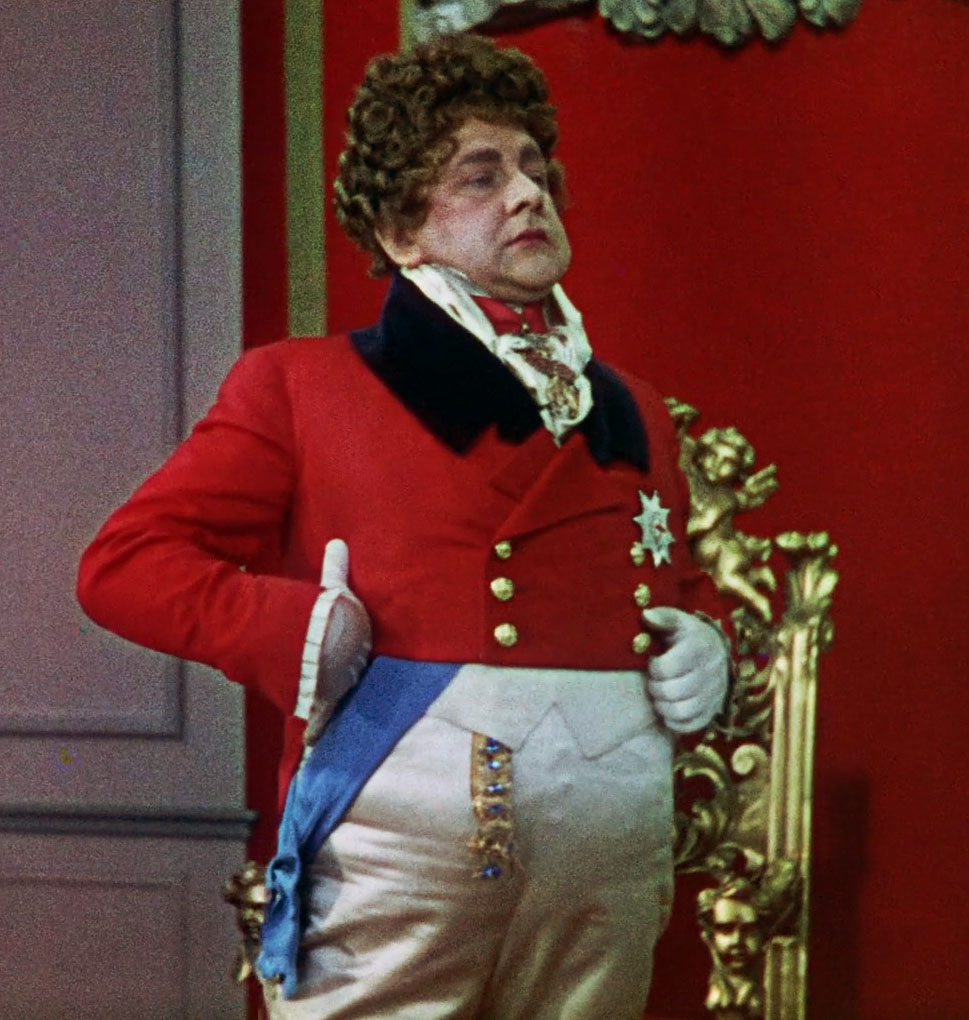
اولاف هایتن

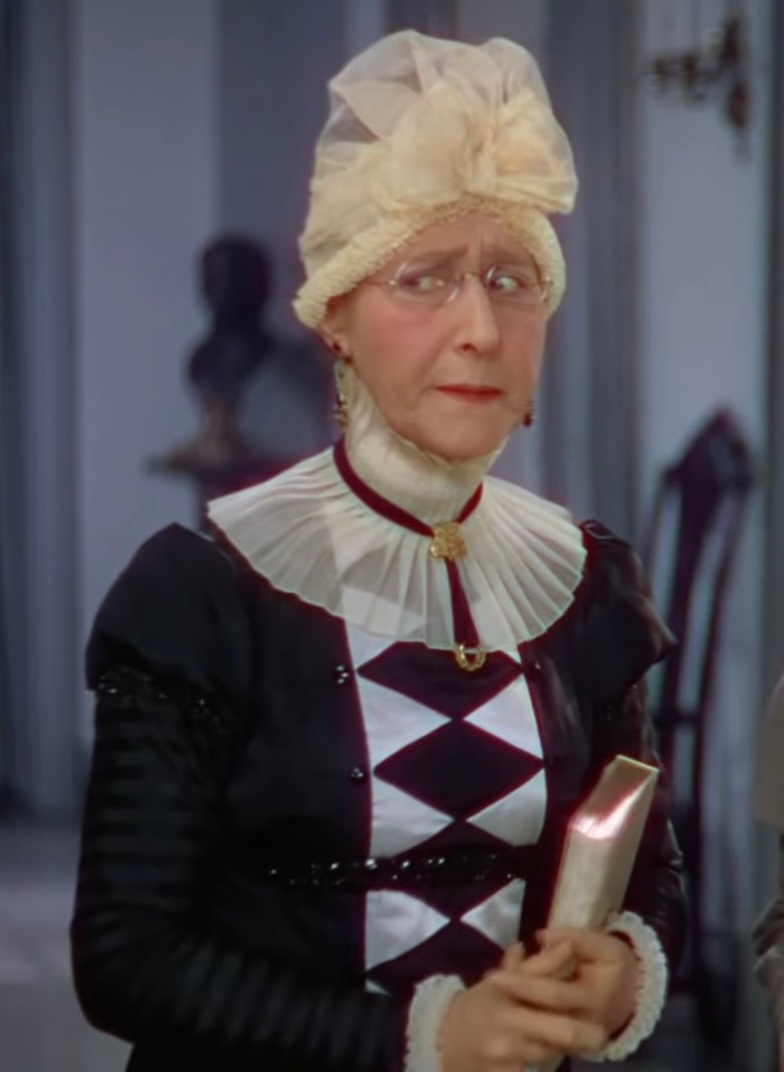
السپت داجن

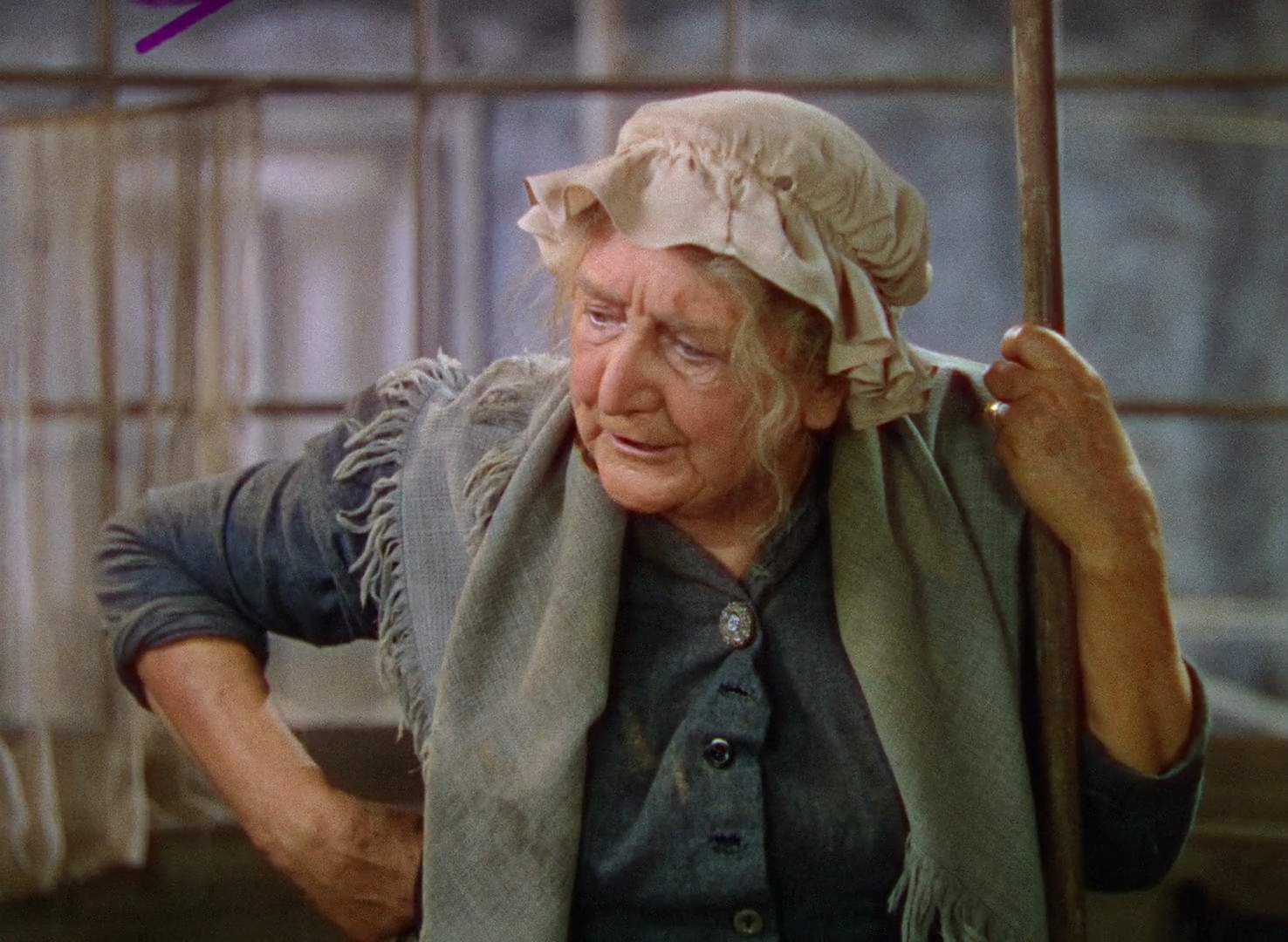
تمپه پیگوت

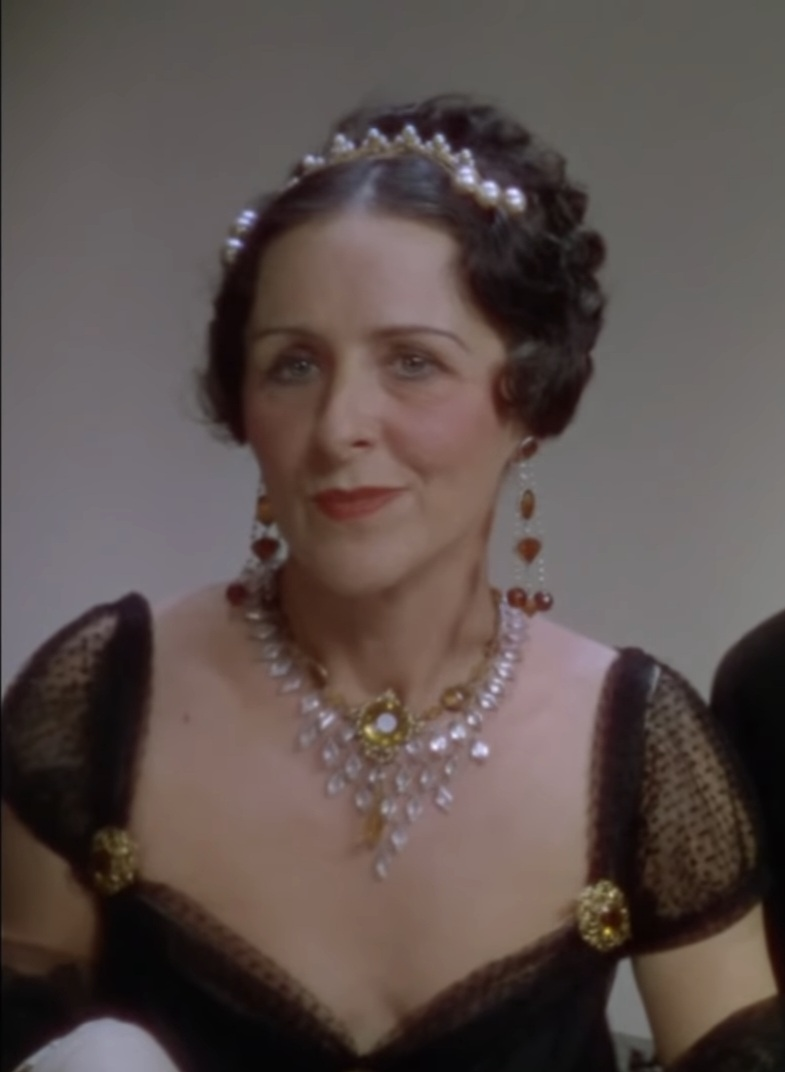
اتولا نزمیت